# Technisches Gymnasium
Ein Technisches Gymnasium (auch: berufliches Gymnasium technischer Zweig oder TG) ist eine spezielle Form eines Gymnasiums, das zu den beruflichen Gymnasien gehört. 
Die Schüler erwerben mit der Abiturprüfung die allgemeine Hochschulreife, sofern sie ausreichende Kenntnisse in zwei Fremdsprachen vorweisen können.
Die Schüler wählen beim Eintritt in diese Schulform ein Profil für die gesamten drei Jahre oder sechs Jahre. Das Profil bestimmt ein Hauptfach und somit ein Fach der Abiturprüfung. In Hamburg jedoch müssen die Schüler erst vor Beginn der Mittelstufe (12. Klasse) wählen. Die Unterstufe (11. Klasse) ist somit für alle gleich.
Ein Profil untergliedert sich wieder in Lehrplaneinheiten, die oft von unterschiedlichen Lehrern unterrichtet werden (Fachlehrerprinzip).
Das Technische Gymnasium ist im Vergleich zum allgemeinen Gymnasium technisch orientiert. Dies wirkt sich vor allem in den naturwissenschaftlichen Fächern Physik, Chemie, Technik und Mathematik aus, welche intensiver behandelt werden als auf dem allgemeinen Gymnasium.

## Baden-Württemberg
- Mechatronik-Unterfächer:
  - Maschinenbau
  - Energietechnik
  - Elektrotechnik
  - Digitaltechnik
  - Angewandte Technik
  - CNC, CAD
  - Projektarbeit
- Gestaltungs- und Medientechnik-Unterthemen:
  - Darstellungstechniken
  - Gestalten von graphischen Elementen (Logos)
  - Schrift- und Textgestaltung
  - Visuelle Kommunikation
  - Bildgestaltung
  - Produktgestaltung und -herstellung (product engineering)
- Technik und Management; Teilbereiche:
  - Betriebswirtschaftslehre
  - Projektmanagement
  - Maschinenbau
- Informationstechnik-Unterthemen:
  - Systemgestaltung
  - Projektmanagement
  - Informationslogik
  - Programmieren
  - Datenbanken
  - Informationsverarbeitende Systeme
  - Betriebssysteme
  - Vernetzte Systeme
- Umwelttechnik-Unterthemen
  - Sonnenenergie elektrisch wandeln und speichern
  - Umwelttechnische Systeme steuern
  - Grundlagen der Energieumwandlung
  - Ökologische Grundlagen
  - Umweltchemisches Labor
  - Umweltbereich Luft, Abfall und Recycling

## Brandenburg
- Technik-Unterfächer:
  - Bautechnik
  - Chemietechnik
  - Elektrotechnik
  - Gestaltungs- und Medientechnik

## Hamburg
- Technik-Unterfächer:
  - Informationstechnik
  - Mechatronik
  - Maschinenbautechnik mit regenerativen Energien
  - Luftfahrttechnik
  - Bautechnik mit Klimaschutz

## Nordrhein-Westfalen
- Profilfächer: 
  - Maschinenbautechnik
  - Bautechnik
  - Elektrotechnik

## Niedersachsen
- Profilfächer:
  - Elektrotechnik
  - Informationstechnik
  - Metalltechnik
  - Mechatronik
  - Gestaltungs- und Medientechnik
  - Bautechnik

## Rheinland-Pfalz
- Technik-Unterfächer:
  - Bautechnik
  - Bautechnik Bilingual
  - Elektrotechnik
  - Metalltechnik
  - Umwelttechnik
- Gestaltungs- und Medientechnik-Unterfächer:
  - Gestaltungstechnik
  - Medientechnik
  - angewandte Gestaltungstechnik
- Informationstechnik-Unterfächer:
  - Datenverarbeitungstechnik
  - Hardware
  - Software

## Hessen
- Technik-Unterfächer:
  - Biotechnik
  - Elektrotechnik
  - Maschinenbau
- Informationstechnik-Unterfächer:
  - Datenverarbeitungstechnik
  - Hardware
  - Software

## Saarland
- Technik-Unterfächer:
  - Biotechnologie
  - Elektrotechnik
  - Metalltechnik/Maschinenbau
- Informationstechnik-Unterfächer:
  - Datenverarbeitungstechnik
  - Informatiksysteme

## Schleswig-Holstein
- Technik-Unterfächer:
  - Bautechnik
  - Elektrotechnik
  - Datenverarbeitungstechnik
  - Gestaltungstechnik
  - Maschinenbautechnik

## Sachsen
- Technik-Unterfächer:
  - Datenverarbeitungstechnik
  - Elektrotechnik
  - Maschinenbautechnik
  - Bautechnik